# Hermé
Hermé ist eine französische Gemeinde mit 634 Einwohnern (Stand 1. Januar 2022) im Département Seine-et-Marne in der Region Île-de-France. Sie gehört zum Arrondissement Provins und zum Kanton Provins. Die Einwohner nennen sich Hermillons.
An der südöstlichen Gemeindegrenze verläuft das Flüsschen Resson, das hier unter dem Namen Vieille Seine bekannt ist.

## Geschichte
Auf dem Gebiet von Hermé wurden Funde aus der Bronzezeit gemacht.
Der Ort wird im 12. Jahrhundert erstmals urkundlich überliefert. Die Grundherrschaft in Hermé teilten sich ab dem 14. Jahrhundert mehrere Adelsfamilien.
Hermé besaß von 1857 an einen Bahnhof an der Bahnstrecke Paris–Mulhouse.

## Bevölkerungsentwicklung
| Jahr      | 1962 | 1968 | 1975 | 1982 | 1990 | 1999 | 2007 | 2019 |
| Einwohner | 392  | 373  | 358  | 430  | 450  | 525  | 569  | 624  |

## Sehenswürdigkeiten
- Kirche Saint-Pierre-Saint-Paul aus dem 12. Jahrhundert, um 1850 umgebaut (siehe auch: Liste der Monuments historiques in Hermé)